# Liga Riojana de Fútbol
La Liga Riojana de Fútbol es una de las Ligas Regionales perteneciente a la provincia de La Rioja en Argentina. Fue fundada en 1919 y, desde ese año, organiza ininterrumpidamente los campeonatos de fútbol de la Liga. Tiene su sede en Corrientes 733, en la ciudad de La Rioja.
Sus mejores equipos han competido en distintos campeonatos de la AFA y, actualmente, acceden al Torneo Regional Federal Amateur.

## Historia

### Inicios
La Liga fue fundada el 20 de agosto de 1919 y fue presidida los primeros meses por Pedro Alem. Surgió ante la necesidad que existía en la provincia de tener una institución que nucleara a los equipos de fútbol y, para ese año, ya existían varios y se precisaba organizarlo.
Inmediatamente organizó su primer campeonato, que consagró como su primer campeón al Club Atlético Brown. Rápidamente tendría a su primer bicampeón al ganar los campeonatos de 1920 y 1921: el Club Atlético Riojano. Luego le seguiría el pentacampeonato del Club Sportivo Firpo entre 1922 y 1926. La década cerraría con un tricampeonato de Riojano.
Durante los años '30 y '40, la mayoría de los campeonatos quedarían en manos de San Vicente, Rioja Juniors e Independiente, estos 2 últimos junto a Riojano serían más adelante de los equipos más galardonados de la Liga. Mientras que la mayoría de los campeonatos de los años '50 quedarían en manos de Américo Tesorieri, que también sería de los más galardonados.

### La Rioja llega a la AFA
En 1943, la AFA crea una copa nacional que permite por primera vez participar a clubes de las distintas regiones del país: la Copa de la República. De esta manera, Rioja Juniors se convirtió en el primer club riojano en participar en sus competencias, siendo el 14 de noviembre de 1943 la fecha del debut provincial, cayendo por 6 a 0 ante Sarmiento de Catamarca. Los primeros goles y triunfo llegaron por Independiente, al vencer por 4 a 2 a Unión de Catamarca el 29 de octubre de 1944.
En 1967, la AFA crea por primera vez un certamen exclusivo para clubes que no estaban afiliados: el Torneo Regional. El nuevo torneo funcionaba como segunda categoría y permitía a una cantidad de equipos acceder a otro certamen creado ese año donde también iban a competir los clubes de la Primera División de Argentina: el Campeonato Nacional. Casi todas las provincias tenían al menos una liga aprobada para el torneo, y La Rioja no sería la excepción. Américo Tesorieri, en la calidad de campeón en 1966, se convirtió en el primer equipo riojano en competir en un torneo de la AFA.

### Llegada al Campeonato Nacional
Desde la creación del Torneo Regional, los mejores equipos de la liga habían intentado sin éxito clasificar al Campeonato Nacional. 
Hasta 1982, siete equipos de la liga compitieron por acceder a la máxima categoría: Américo Tesorieri, Andino y Estudiantes La Rioja en 3 oportunidades; Rioja Juniors, Riojano y Unión en 2 oportunidades; y San Lorenzo de Vargas en 1 ocasión. Y sólo en 2 ediciones estuvieron cerca de conseguir la plaza: en 1974, Riojano accedió a la final por la primera plaza en juego, tras superar a Estudiantes de Santiago, donde caería ante Central Norte y en la disputa por la segunda plaza caería ante Altos Hornos Zapla; y en 1978, por cuestiones del formato, Andino accedió directamente a la final por una de las 4 plazas, dónde cayó fácilmente derrotado por Ledesma.
La oportunidad exitosa se daría en 1983 cuando Andino, campeón de la liga el año anterior, obtuvo el primer puesto en su grupo y accedió a la final por la plaza. A  pesar de haber ganado 2 a 0, cayó en San Luis ante Estudiantes. Pero en esta edición el sorteo, ante la igualdad de goles, fue el medio de desempate y la suerte permitió que Andino se convirtiera en el primer representante riojano en la máxima categoría del fútbol argentino.
El paso de Andino por el torneo sería fugaz, cayendo en 5 de los 6 partidos que disputó, quedando eliminado. Sin embargo, su única victoria, por 2 a 1 conseguida de local, se destacaría al ser sobre uno de los cinco grandes del fútbol argentino: el Club Atlético River Plate.

### Actualidad
En 2019, la Liga cumplió 100 años desde su fundación y lo celebró organizando la Copa Centenario, en donde participaron los clubes de la provincia.

## Equipos participantes

### Afiliados
| Equipo                | Ciudad    |
| --------------------- | --------- |
| Alas Argentinas       | La Rioja  |
| Andino                | La Rioja  |
| Américo Tesorieri     | La Rioja  |
| Alianza               | Sanagasta |
| Alta Rioja            | La Rioja  |
| Defensores de La Boca | La Rioja  |
| Estudiantes La Rioja  | La Rioja  |
| Independencia         | Patquia   |
| Independiente         | La Rioja  |
| Racing                | La Rioja  |
| Rioja Juniors         | La Rioja  |
| Riojano               | La Rioja  |
| San Francisco         | La Rioja  |
| San Lorenzo de Vargas | La Rioja  |
| San Martín            | La Rioja  |
| San Román             | La Rioja  |
| San Vicente           | La Rioja  |
| Unión                 | La Rioja  |
| Vélez Sarsfield       | La Rioja  |

### Desafiliados
| Equipo    | Ciudad   |
| --------- | -------- |
| Riachuelo | La Rioja |

## Campeonatos

### Campeones por año
| Temporada | Campeón               |
| --------- | --------------------- |
| 1919      | Brown                 |
| 1920      | Riojano               |
| 1921      | Riojano               |
| 1922      | Firpo                 |
| 1923      | Firpo                 |
| 1924      | Firpo                 |
| 1925      | Firpo                 |
| 1926      | Firpo                 |
| 1927      | Riojano               |
| 1928      | Riojano               |
| 1929      | Riojano               |
| 1930      | Independiente         |
| 1931      | Peñarol               |
| 1932      | Independiente         |
| 1933      | Andino                |
| 1934      | Andino                |
| 1935      | Independiente         |
| 1936      | Riojano               |
| 1937      | San Vicente           |
| 1938      | San Vicente           |
| 1939      | San Vicente           |
| 1940      | Riojano               |
| 1941      | San Vicente           |
| 1942      | Rioja Juniors         |
| 1943      | Rioja Juniors         |
| 1944      | Independiente         |
| 1945      | Rioja Juniors         |
| 1946      | Américo Tesorieri     |
| 1947      | Tiro Federal          |
| 1948      | Rioja Juniors         |
| 1949      | Tiro Federal          |
| 1950      | Tiro Federal          |
| 1951      | Américo Tesorieri     |
| 1952      | Américo Tesorieri     |
| 1953      | Andino                |
| 1954      | Américo Tesorieri     |
| 1955      | Rioja Juniors         |
| 1956      | Américo Tesorieri     |
| 1957      | Américo Tesorieri     |
| 1958      | Rioja Juniors         |
| 1959      | San Francisco         |
| 1960      | Rioja Juniors         |
| 1961      | San Isidro            |
| 1962      | San Isidro            |
| 1963      | Rioja Juniors         |
| 1964      | San Lorenzo de Vargas |
| 1965      | Unión                 |
| 1966      | Américo Tesorieri     |
| 1967      | Américo Tesorieri     |
| 1968      | Rioja Juniors         |
| 1969      | Américo Tesorieri     |
| 1970      | Riojano               |
| 1971      | Rioja Juniors         |
| 1972      | Riojano               |
| 1973      | Riojano               |
| 1974      | Estudiantes La Rioja  |
| 1975      | Américo Tesorieri     |
| 1976      | Rioja Juniors         |
| 1977      | Andino                |
| 1978      | Andino                |
| 1979      | Andino                |
| 1980      | San Lorenzo de Vargas |
| 1981      | Estudiantes La Rioja  |
| 1982      | Andino                |
| 1983      | Defensores de la Boca |
| 1984      | Independiente         |
| 1985      | Unión                 |
| 1986      | Unión                 |
| 1987      | Andino                |
| 1988      | San Román             |
| 1989      | Racing                |
| 1990      | Rioja Juniors         |
| 1991      | Américo Tesorieri     |
| 1992      | Rioja Juniors         |
| 1993      | Racing                |
| 1994      | San Lorenzo de Vargas |
| 1995      | Rioja Juniors         |
| 1996      | San Lorenzo de Vargas |
| 1997      | Américo Tesorieri     |
| 1998      | Américo Tesorieri     |
| 1999      | Américo Tesorieri     |
| 2000      | Andino                |
| 2001      | Andino                |
| 2002      | Andino                |
| 2003      | Andino                |
| 2004      | Américo Tesorieri     |
| 2005      | Américo Tesorieri     |
| 2006      | Américo Tesorieri     |
| 2007      | Américo Tesorieri     |
| 2008      | Américo Tesorieri     |
| 2009      | Andino                |
| 2010      | Defensores de la Boca |
| 2011      | Defensores de la Boca |
| 2012      | Andino                |
| 2013      | Andino                |

| Temporada       |  | Campeón               | Subcampeón            |
| --------------- |  | --------------------- | --------------------- |
| 2014            |  | Rioja Juniors         | Andino                |
| 2015            |  | Andino                | Defensores de la Boca |
| 2016            |  | San Lorenzo de Vargas | Américo Tesorieri     |
| 2017            |  | Andino                | Defensores de la Boca |
| 2018            |  | Andino                | Américo Tesorieri     |
| 2019            |  | Andino                | Rioja Juniors         |
| 2020            |  | No hubo               | No hubo               |
| 2021            |  | Andino                | Américo Tesorieri     |
| 2022            |  | Rioja Juniors         | Defensores de la Boca |
| 2023 (apertura) |  | Defensores de la Boca | Andino                |
| 2023 (clausura) |  | Américo Tesorieri     | Rioja Juniors         |

### Palmarés
| Equipo                | Campeonatos | Ediciones |
| --------------------- | ----------- | --- |
| Américo Tesorieri     | 18          | 1952, 1954, 1956, 1957, 1966, 1967, 1969, 1975, 1991, 1997, 1998, 1999, 2004, 2005, 2006, 2007, 2008 y 2023 (clausura).  |
| Andino                | 20          | 1953, 1934 y 1935 1977, 1978, 1979, 1982, 1987, 2000, 2001, 2002, 2003, 2009, 2012, 2013, 2015, 2017, 2018, 2019 y 2021. |
| Rioja Juniors         | 16          | 1942, 1943, 1945, 1948, 1955, 1958, 1960, 1963, 1968, 1971, 1976, 1990, 1992, 1995, 2014 y 2022                          |
| Riojano               | 10          | 1920, 1921, 1927, 1928, 1929, 1936, 1940, 1970, 1972 y 1973.                                                             |
| Firpo                 | 5           | 1922, 1923, 1924, 1925 y 1926.                                                                                           |
| Independiente         | 5           | 1930, 1932, 1935, 1944 y 1984.                                                                                           |
| San Lorenzo de Vargas | 5           | 1964, 1980, 1994, 1996 y 2016.                                                                                           |
| San Vicente           | 4           | 1937, 1938, 1939 y 1941.                                                                                                 |
| Defensores de La Boca | 4           | 1983, 2010,2011 y 2023 (apertura).                                                                                       |
| Tiro Federal          | 3           | 1947, 1949 y 1950. |
| Unión                 | 3           | 1965, 1985 y 1986. |
| Estudiantes La Rioja  | 2           | 1974 y 1981. |
| San Isidro            | 2           | 1961 y 1962. |
| Racing                | 2           | 1989 y 1993. |
| Brown                 | 1           | 1919. |
| Peñarol               | 1           | 1931. |
| San Francisco         | 1           | 1959. |
| San Román             | 1           | 1988. |

### Copa Centenario
| Año  | Campeón | Subcampeón    |
| ---- | ------- | ------------- |
| 2019 | Andino  | Rioja Juniors |

## Institucional
La Institución funciona a través de comisiones, se rige por el Estatuto Social, y el Reglamento interno de fútbol. Sus comisiones están integradas por representantes de los clubes asociados a la Liga, que se encargan de resolver los problemas según al cual pertenezcan. Cada año se reúnen en Asamblea todos los Consejos y clubes para aprobar el Reglamento. Una vez registrados los clubes en la Liga Riojana, están comprometidos a jugar los torneos en las divisiones obligatorias.
La Liga Riojana recibe subsidios del Gobierno de la provincia, para cubrir gastos de seguridad, arbitraje y salud, cuestiones esenciales para el desarrollo del campeonato. Así mismo cada uno de los Clubes paga un arancel mensual por estar nucleados en la Liga. La recaudación de las entradas también sirve para cubrir otros gastos de la Institución.